# Huracán Ida (2009)
El huracán Ida fue el tercer huracán de la temporada de huracanes del Atlántico de 2009. Se formó a partir de una perturbación ubicada al sureste del mar Caribe y rápidamente se fortaleció en tormenta tropical. Fue el primer sistema en el océano Atlántico que recibió ese nombre, aunque éste ya se había usado en el océano Pacífico y el océano Índico. Horas más tarde de recibir su nombre, se fortalece a huracán de categoría 1 en la Escala de Saffir-Simpson, para tocar tierra en la parte central de la costa oriental de Nicaragua. El sistema se debilitó a depresión tropical durante su desplazamiento sobre Nicaragua y Honduras, para volver a aguas oceánicas y reintensificarse en su rumbo hacia el golfo de México. Luego de alcanzar un pico de categoría 2 y desplazarse cerca de la Península de Yucatán, comenzó a debilitarse para tocar tierra en la costa de Alabama, EE. UU..

## Historia meteorológica

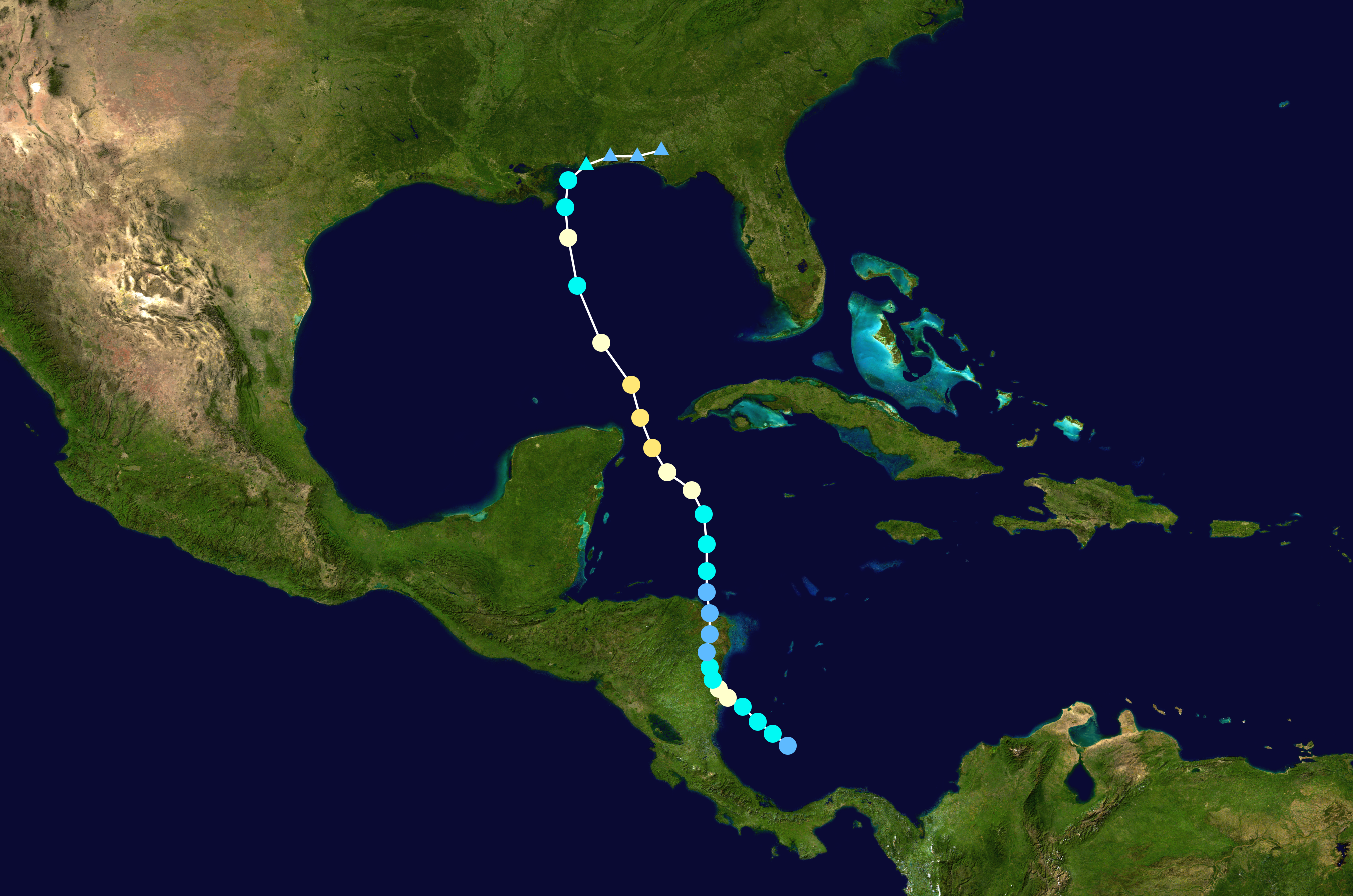
Trayectoria de Ida.

La Depresión tropical Once se formó el 4 de noviembre al este de la costa Caribe de Costa Rica, a partir de un área de baja presión que venía siendo monitoreada por el Centro Nacional de Huracanes. Unas horas más tarde de emitido el primer aviso, se elevó la depresión al grado de tormenta tropical nombrándosela Ida, novena tormenta tropical de la temporada. Un avión de reconocimiento meteorológico confirmó un rápido fortalecimiento del sistema a medida que éste se dirigía hacia la costa de Nicaragua. A la mañana siguiente Ida alcanzaba el estatus de huracán como el tercero de la temporada. Ida tocó tierra esa misma mañana cerca de la localidad nicaragüense de Tasbapauni, en la Región Autónoma de la Costa Caribe Sur. Luego de ello, el sistema comenzó un proceso de debilitamiento, aunque la amenaza de inundaciones y deslizamientos fue en aumento a medida que Ida descargaba copiosas precipitaciones sobre el territorio oriental de Nicaragua y Honduras, donde provocó inundaciones, evacuaciones y severos daños en la infraestructura. En la tarde del 6 de noviembre, Ida volvió a salir a aguas oceánicas del noroeste del Caribe. Menos de 10 horas después, el CNH anunció que las fotografías satelitales indicaban que Ida volvía al estatus de tormenta tropical. En las primeras horas del día 8 de noviembre, el CNH emite un aviso especial anunciando que Ida volvía a ganar intensidad de huracán, justo antes de ingresar en el canal de Yucatán, en su rumbo hacia el golfo de México. Hacia el final de la tarde de ese mismo día, Ida se convertía en un huracán de categoría 2 en la Escala de huracanes de Saffir-Simpson. Sin embargo, a medida que el ciclón se desplazaba hacia el norte a través del golfo de México, fue encontrando aguas con temperaturas superficiales más frías que menguaron su intensidad. Ida tocó tierra por segunda vez en Dauphin Island antes de dirigirse hacia la bahía de Mobile, Alabama, en los Estados Unidos, para luego convertirse en depresión.

## Preparación

Huracán Ida poco después de alcanzar su máxima intensidad secundaria el 9 de noviembre, cerca de la Costa del Golfo de Estados Unidos

En las primeras horas del día 4 de noviembre, el gobierno de Colombia inició una advertencia de tormenta tropical para las Islas de San Andrés y Providencia junto con una recomendación a los pescadores locales de permanecer en tierra.
Ese mismo día, el gobierno de Nicaragua emitía igual advertencia para toda la costa oriental del país abarcando las regiones autónomas del Atlántico Norte y del Atlántico Sur. Al promediar la tarde, se agregó también una vigilancia de huracán para la costa desde Bluefields hasta la frontera con Honduras al norte, mientras se disponían unos 12 albergues para refugiar a los desplazados por lluvias e inundaciones, tanto en tierra firme como en las Islas del Maíz. Al transformarse Ida en un huracán de categoría 1, se eleva la alerta a advertencia de huracán para la costa entre Puerto Cabezas y Bluefields. En la tarde de ese mismo día, con Ida sobre tierra y degradada a tormenta tropical, se reemplazan los avisos por una advertencia de tormenta tropical para la costa nicaragüense.
Por su parte, el gobierno de Honduras emite un aviso de vigilancia de tormenta tropical junto con una alerta amarilla. Se abastecieron las bodegas del comité de contingencias con el material necesario para afrontar la situación. Ida volvió a aguas oceánicas después de atravesar el noreste de Nicaragua y el extremo este de Honduras, para reintensificarse significativamente el día 7. 
Inmediatamente el gobierno de Cuba emite un aviso de vigilancia de tormenta tropical para la provincia oriental de Pinar del Río y horas más tarde lo sustituye por una advertencia de tormenta tropical e inicia una vigilancia de tormenta tropical para la Isla de la Juventud.
En México, ese mismo día se emite una advertencia de tormenta tropical desde Punta Allen, Quintana Roo hasta San Felipe, Yucatán, mientras que las autoridades de las Islas Caimán inician igual aviso para Gran Caimán. Además, México inicia una vigilancia de huracán para el estado de Yucatán, desde Tulum hasta Cabo Catoche, en el estado de Quintana Roo, debido a que las condiciones parecían favorables para el fortalecimiento de Ida. Ese día, la gigante petrolera Pemex activó su programa de contingencia de huracanes para sus plataformas en la zona, pero sin afectar la producción de crudo y gas. Se anunció que aunque se estaba monitoreando el desarrollo del evento meteorológico, no había planes para evacuar dichas instalaciones. El sistema de protección civil declaró la alerta roja para los centros turíasticos en Cancún, Isla Holbox, Cozumel, Isla Mujeres, Solidaridad, y Lázaro Cardenas y una alerta naranja para la capital estatal, Chetumal.
En Estados Unidos, se iniciaron avisos de vigilancia de huracán, inicialmente para la costa del golfo entre Grand Isle, Luisiana y la frontera Alabama/Misisipi. Posteriormente, se extendió hacia el este, desde la frontera citada hasta México Beach, Florida. Al disminuir la intensidad, sólo se mantuvieron las advertencias de tormenta tropical.

## Impacto

### Panamá
Más de 400 personas tuvieron que ser evacuadas al inundarse sus viviendas por el desbordamientos de ríos y quebradas debido a las precipitaciones en poblados de la provincia de Veraguas.
El río San Pablo se desbordó en el distrito de Soná, a 300 kilómetros al oeste de la capital, llevando “el nivel del agua casi a los techos de unas 84 casas”, informó el ministro de Vivienda Carlos Duboy. Se informó de unas 430 personas afectadas, que fueron llevados a albergues temporales y también a casas de familiares. Sin embargo, no se reportaron víctimas en el área.

### Nicaragua

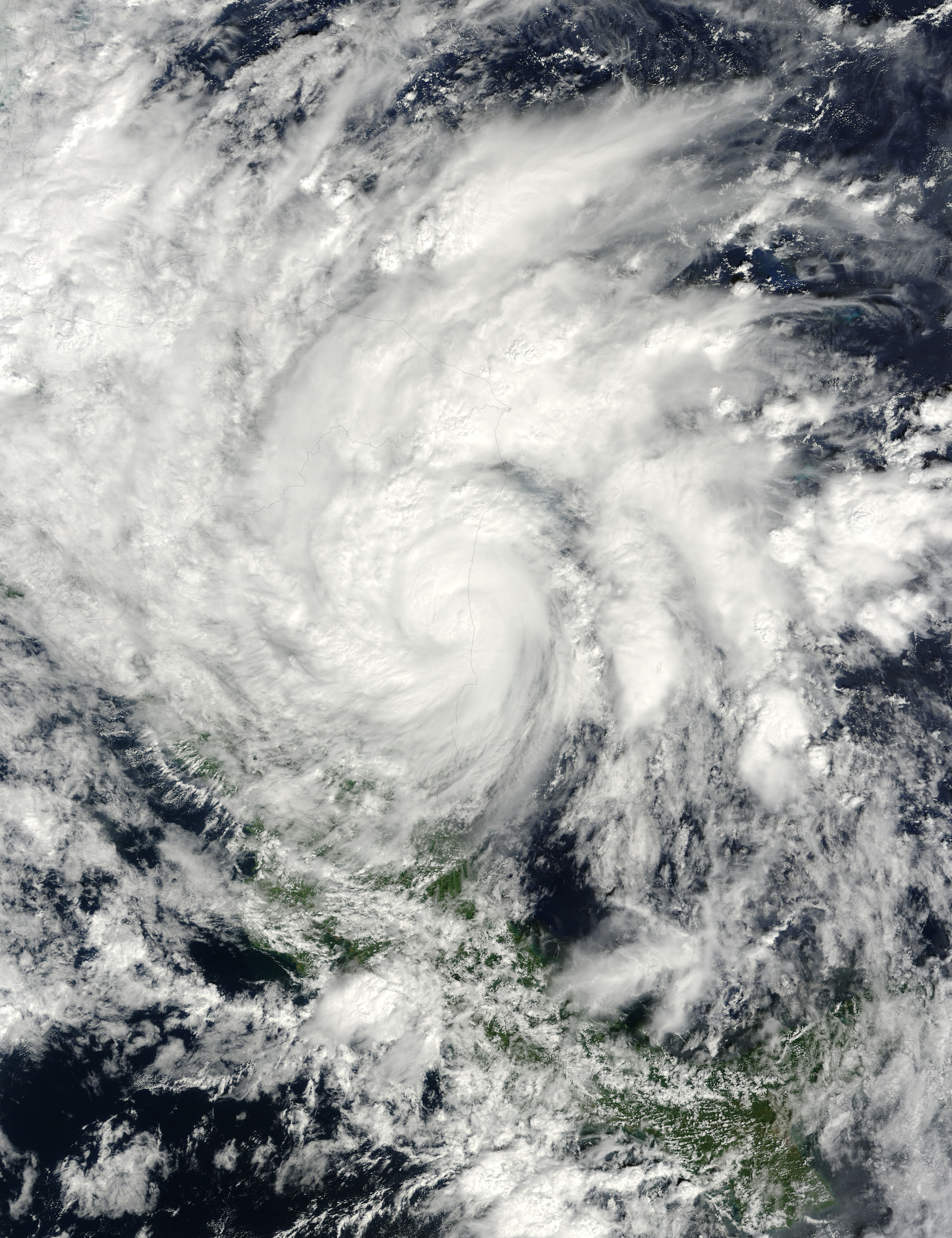
Huracán Ida poco después de tocar tierra en Nicaragua

El huracán tocó tierra el día 5 a la hora 10:15 a. m. por la desembocadura del Río Grande de Matagalpa, en la Región Autónoma de la Costa Caribe Sur, donde se encuentra la población de Karawala, a unos 300 kilómetros al noreste de Managua. Karawala, una pequeña población de unas 100 chozas de madera y paja es el hogar de aborígenes misquitos, sumos, ramas y creoles y se calcula que el ciclón dejó unos 6.000 afectados en el área. En Sandy Bay, otro pequeño poblado de la región hubo grandes daños en la infraestructura: puentes caídos, escuelas y edificios públicos dañados y torres de transmisión eléctrica y telefónica derribados. En las Islas del Maíz, en el mar Caribe, se evacuaron a centenares de personas antes del impacto y los fuertes vientos dañaron unas 45 viviendas, derribaron árboles y tendido eléctrico. Los evacuados fueron llevados a albergues en Bluefields, en tierra firme. En Cayo de Perlas fueron evacuadas 83 personas, mientras que Dr. José Luis Pérez Narvaez, director de la autoridad de emergencias, SINAPRED, informó que se estimaban en 21.000 las personas afectadas, número provisional ya que Ida continuaba arrojando lluvias sobre la zona. Además, se han calculado preliminarmente unos 8.000 evacuados en el país y al menos 6 desaparecidos, el 80 por ciento del tendido eléctrico colapsado, falta del servicio de agua potable y problemas parciales en el servicio de telefonía, al día 6 de noviembre.

### Honduras
Ida dejó lluvias moderadas en los departamentos de Gracias a Dios, Colón y Olancho. Algunos ríos aumentaron su caudal, pero, dado que la tormenta se debilitó principalmente sobre Nicaragua, donde descargó la mayor parte de sus precipitaciones, los cuerpos de socorro no registraron daños significativos. Se reportaron algunas inundaciones leves y la caída de algunos árboles en la zona norte del país.

### El Salvador
El 8 de noviembre de 2009 el paso de una baja presión originada en el Océano Pacífico que aunó a la interacción con el huracán Ida dejó a su paso más de 199 muertos, miles de casas con daños severos y puentes colapsados en los departamentos de La Paz, La Libertad, San Vicente, San Salvador y Cuscatlán, en la Región central del País donde casi fueron bloqueados por las graves inundaciones. en el Municipio de Verapaz del Departamento de San Vicente se desprendió de una falda del Volcán Chinchontepec un deslave de tierra, rocas y lodo que sepulto en 70 % de las casas y las calles de aquella localidad provocando la muerte de 90 personas, Estas pérdidas humanas, así como la magnitud de los daños, se vieron multiplicados por la situación de precariedad en la que ya vivía gran parte de la población salvadoreña.

### Cuba
Los efectos de Ida se hicieron sentir en forma de fuertes lluvias en la provincia de Pinar del Río, la más oriental del país. A partir del 8 de noviembre comenzaron a registrarse intensas precipitaciones que continuaron hacia la noche, principalmente en la parte oeste de la provincia. Las lluvias desbordaron el río Cuyaguateje, cuya cuenca es la más extensa de la región, inundando y aislando la localidad de Isabel Rubio. El lunes 9 se habían registrado promedialmente 179,6 mm en la región. En la localidad de La Bajada se registraron 193 mm, mientras que en el Cabo San Antonio cayeron unos 130 mm.

### México
El huracán pasó frente a la costa Caribe de la península de Yucatán como huracán y allí se fortaleció a categoría 2. Se encointraban en las zonas turísticas de la región unos 36.000 turistas, pero no hubo que la mentar pérdidas humanas o daños mayores. Sólo se evacuó a unas 1.500 personas en la Isla Holbox, en el golfo de México, mayormente pescadores y habitantes de las zonas costeras. En Cancún se registró un fuerte oleaje e intensos vientos. Según el gobernador de Quintana Roo, Félix González Canto, el oleaje contribuyó a las tareas de recuperación de playas que se realizaban en la zona de Cancún, Solidaridad y Cozumel.

### Estados Unidos
El efecto de Ida fue mínimo. El ciclón tocó tierra en Dauphin Island, una isla arenosa en la costa de Alabama. Los residentes dijeron apenas haber sentido el efecto del viento y sólo se reportaron autos varados en la arena desplazada desde los médanos. Se constataron algunos cortes de energía y algunos de los residentes se autoevacuaron ante la posibilidad de una marejada, que no sucedió.